# Rifugio Barbellino
Il rifugio Ludwigsburg al Barbellino è un rifugio alpino dell'alta Val Seriana, ubicato nel territorio del comune di Valbondione (BG) a un'altezza di 2.131 m s.l.m.
Il 4 luglio 2021 è stato intitolato alla città tedesca di Ludwigsburg, che insieme al suo circondario è gemellata alla provincia di Bergamo dal 2002.

## Accessi
Si raggiunge nel modo più breve partendo da Valbondione (BG). Si segue il sentiero che, a nord del paese, conduce verso il Rifugio Curò lungo una strada carrabile e, raggiunto il rifugio, si prosegue per il sentiero in leggera ascensione che costeggia a sud-est il Lago del Barbellino. Arrivati in fondo al lago artificiale si attraversa il giovanissimo fiume Serio e si prosegue lungo il sentiero principale fino a raggiungere il rifugio, situato in una conca in prossimità del Lago del Barbellino Naturale.

## Ascensioni
- Pizzo Strinato (2.836 m), difficoltà EE
- Cime di Caronella (2796 m), difficoltà EE
- Monte Torena (2.911 m), difficoltà F
- Monte Costone (2.836 m), difficoltà EE
- Pizzo del Diavolo della Malgina (2.924 m), difficoltà EE
- Passo di Caronella (2.612 m)
- Passo di Pila (2.513 m)
- Lago Gelt (2.562 m)

## Galleria d'immagini

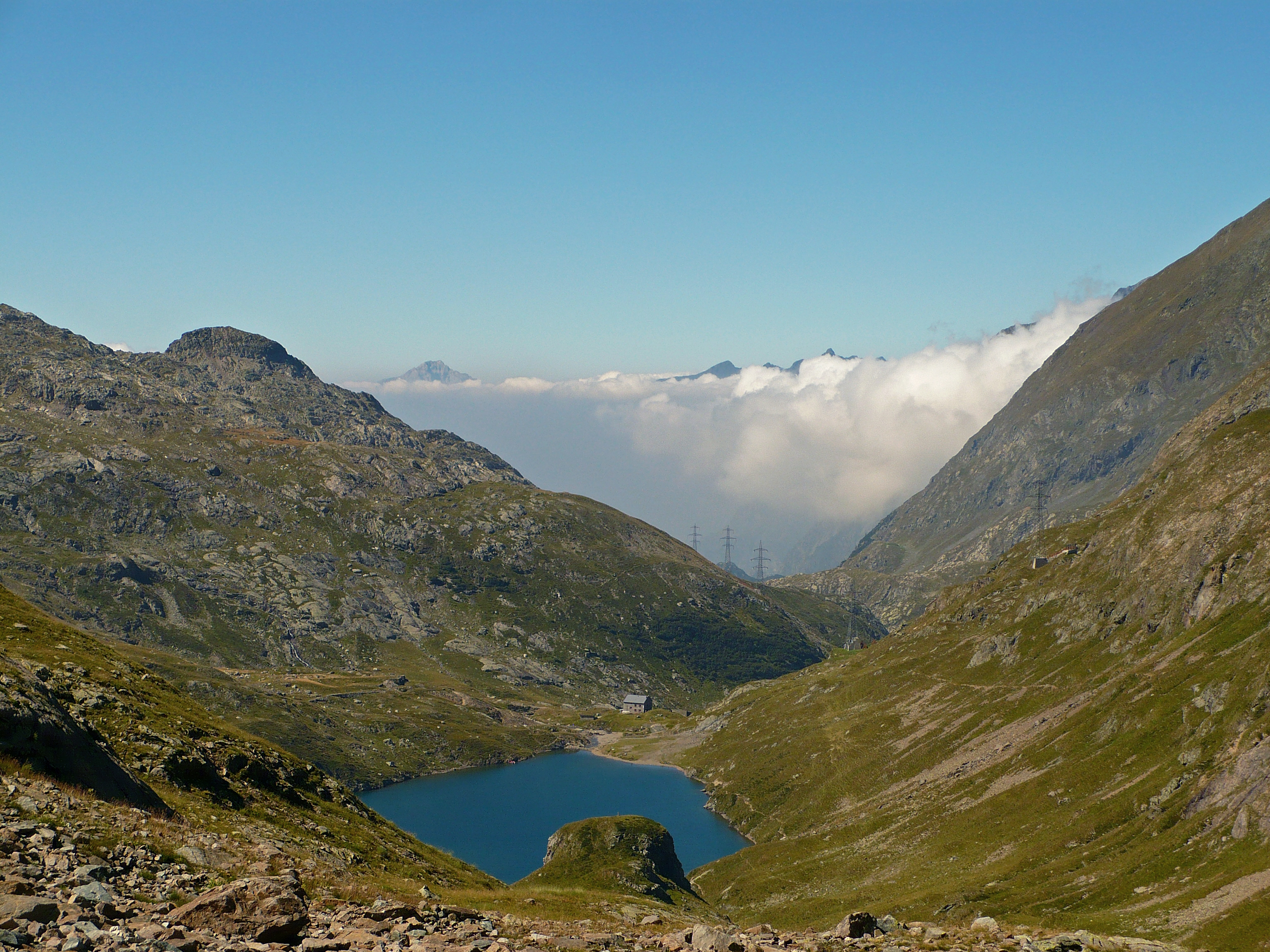
Il rifugio e il Lago Naturale del Barbellino dal sentiero per il Passo Pila
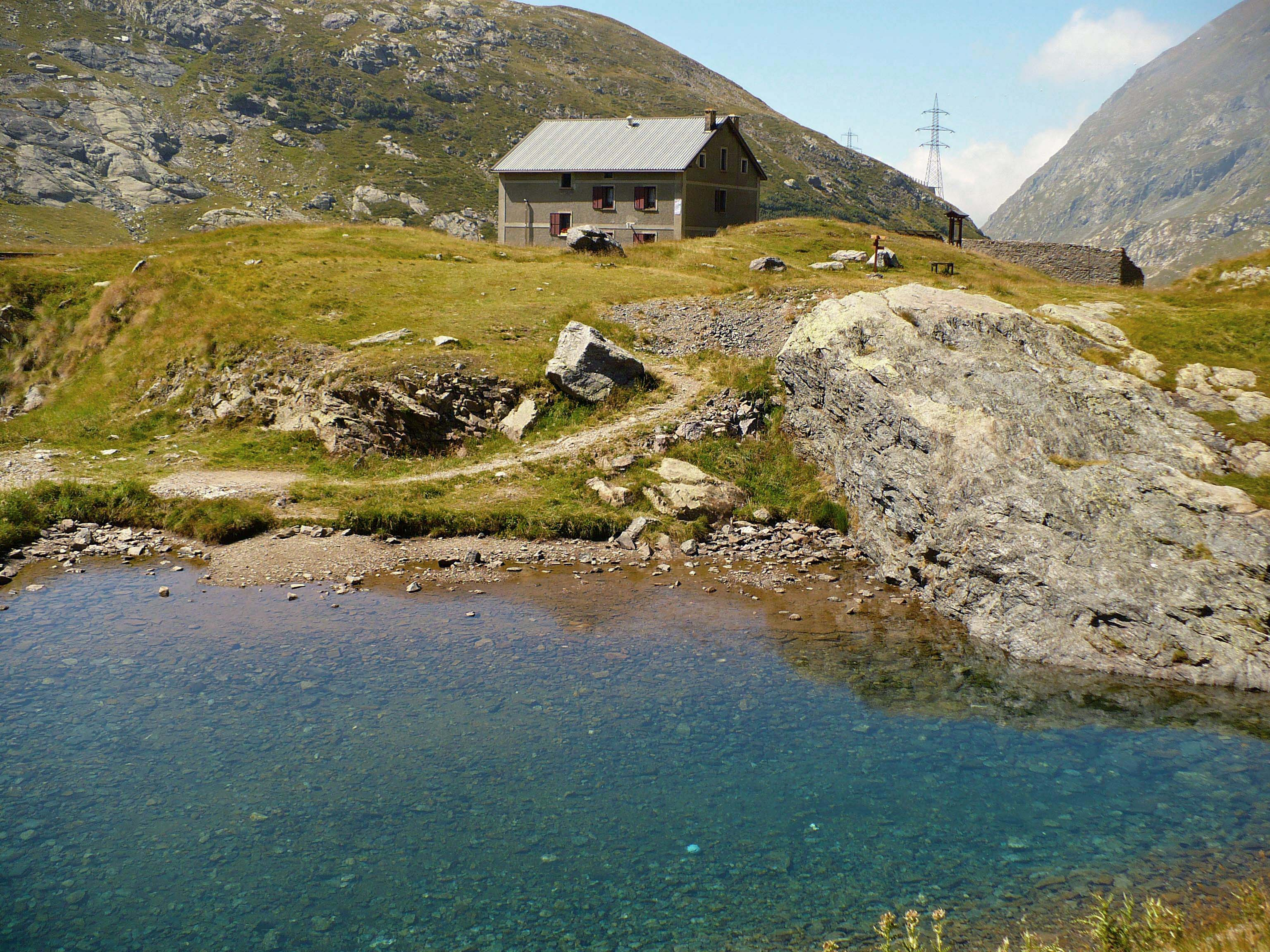
Il rifugio dal lago
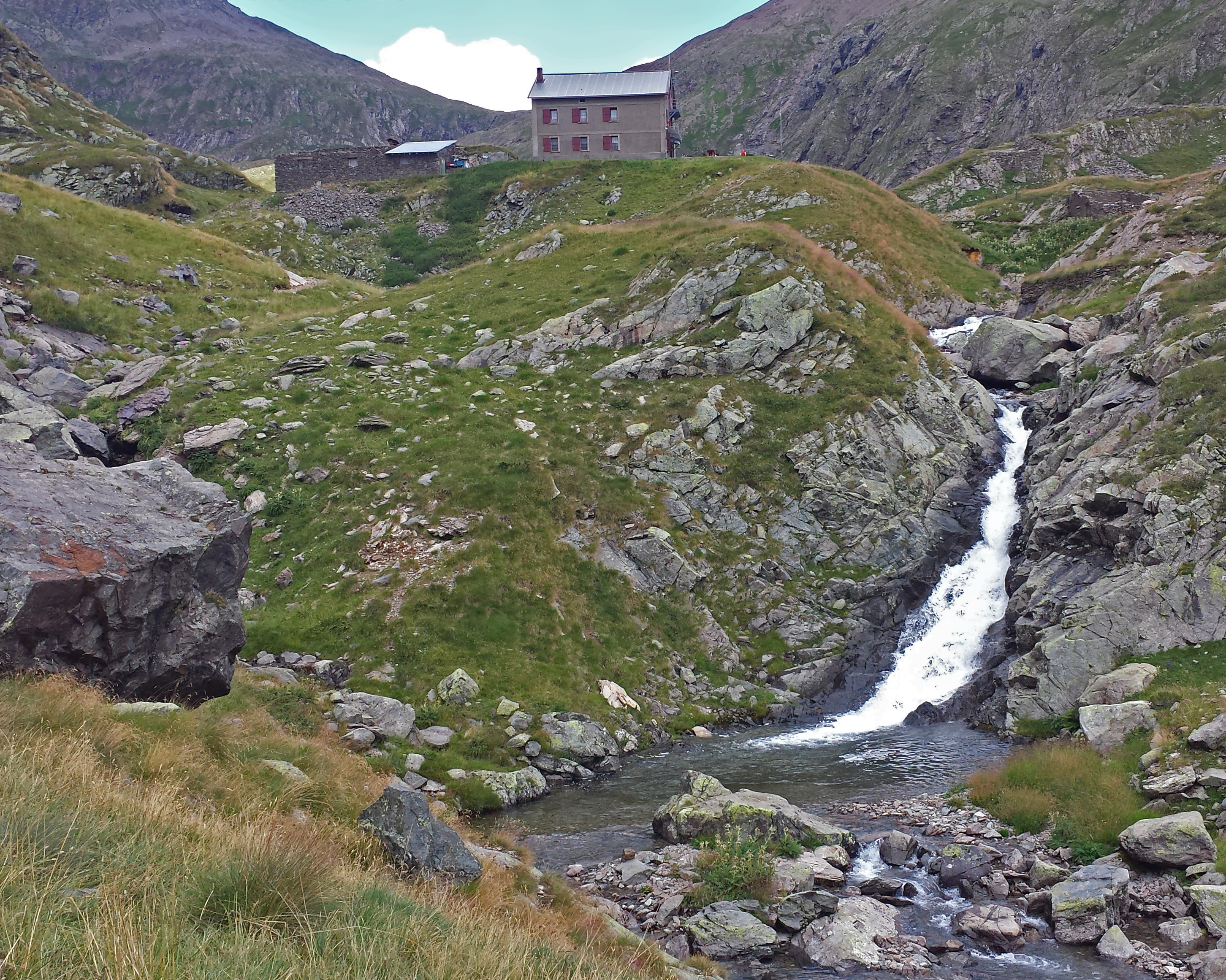
Il rifugio visto dalle sponde del neonato fiume Serio
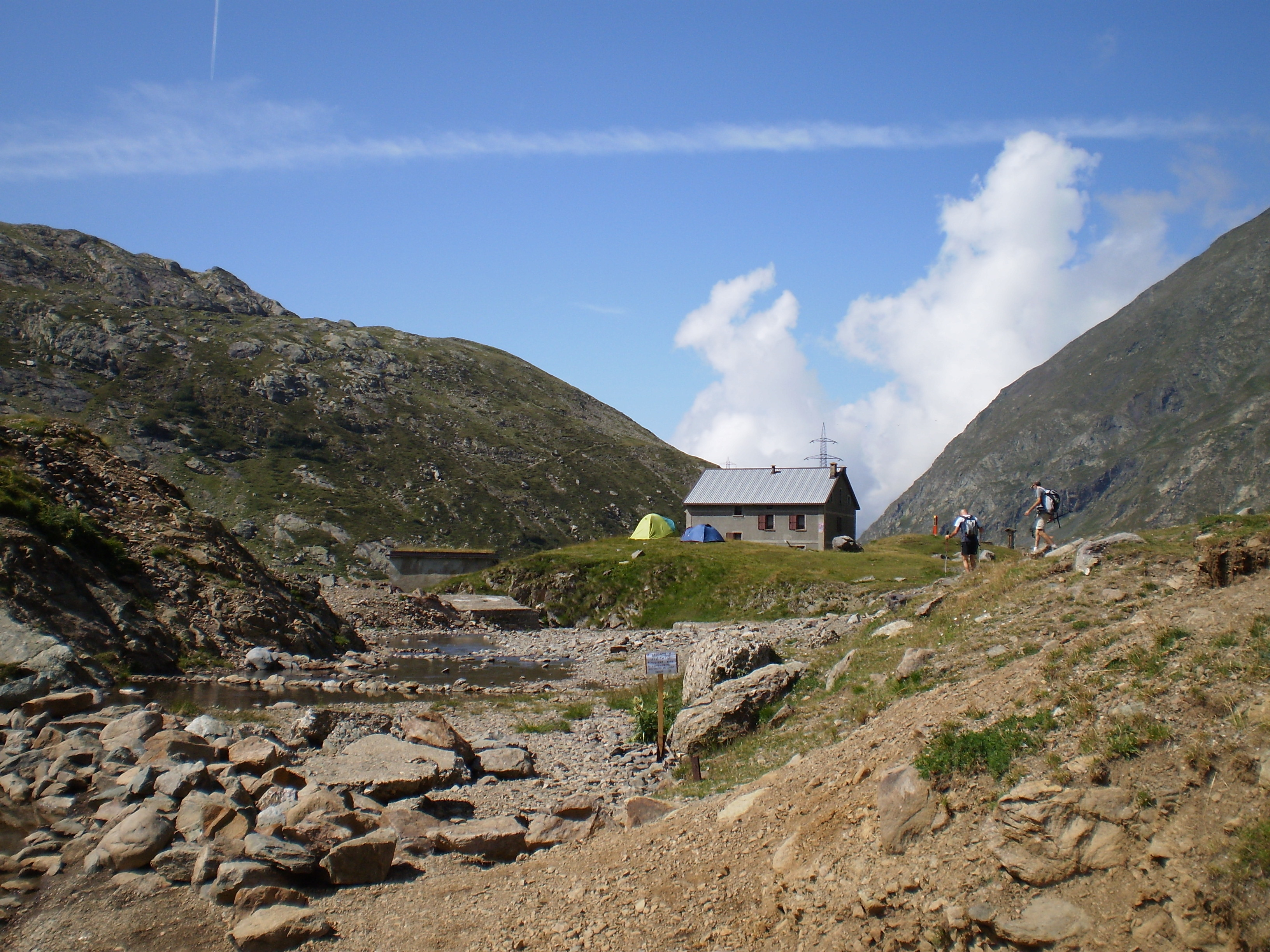
Il rifugio visto da est
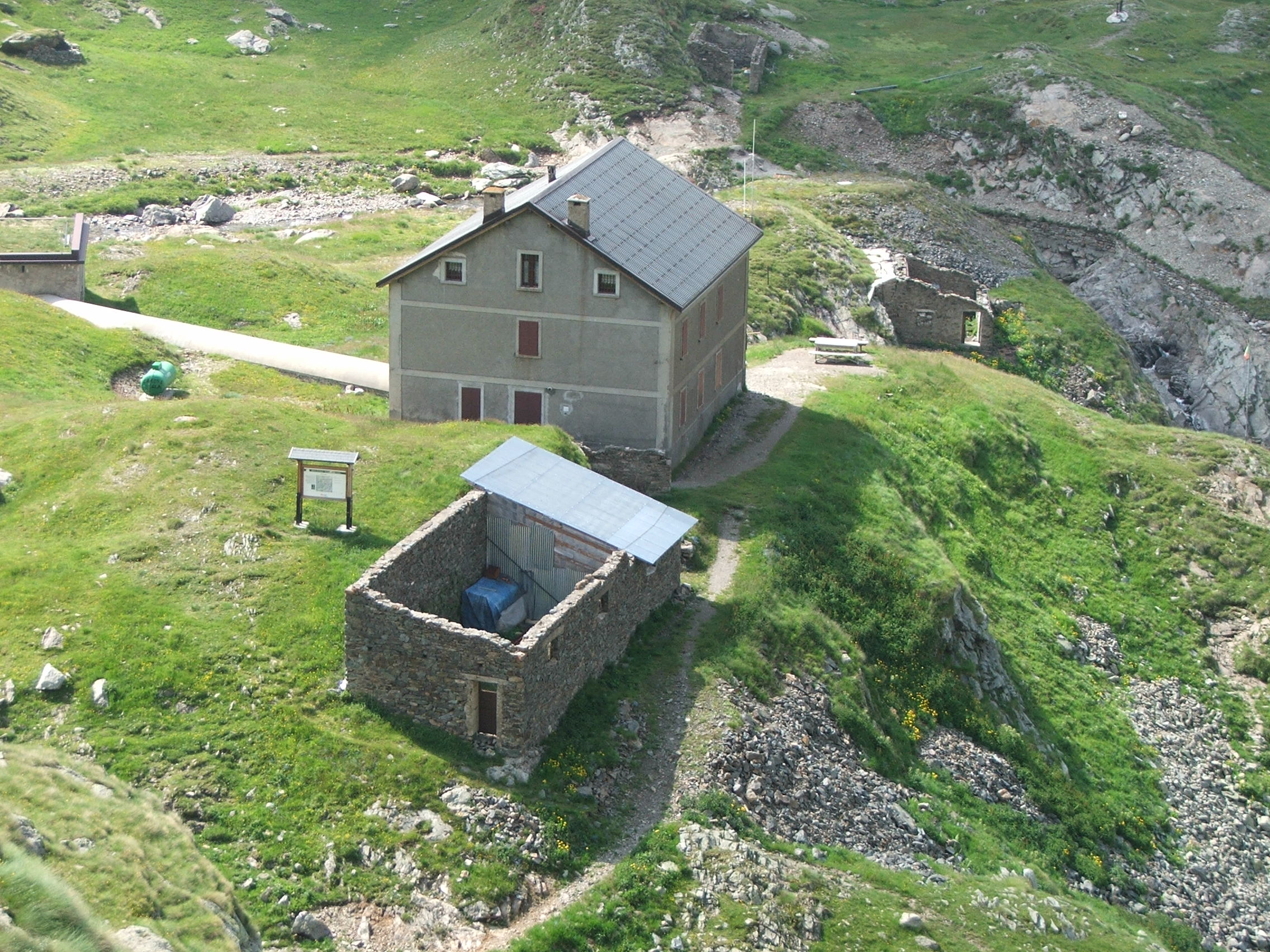
Vista sul rifugio dal sentiero che porta al Passo di Caronella